# Istoria bibliotecilor

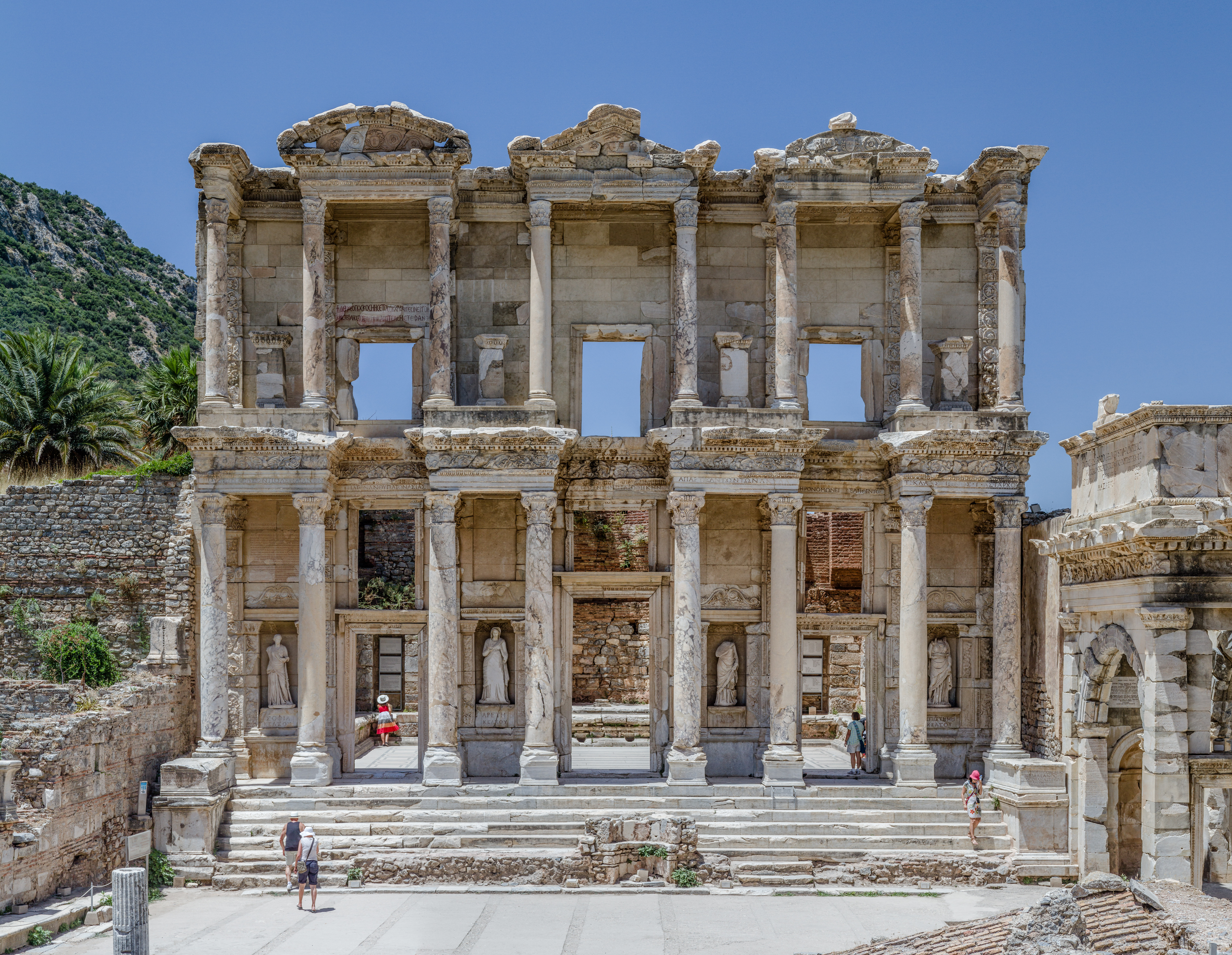
Fațada bibliotecii Celsus

Din punct de vedere epistemologic, istoria bibliotecilor este un subdomeniu distinct al Bibliologiei și Științei Informării care se concentrează pe studiul evoluției și a rolului bibliotecilor.
Istoria bibliotecilor se leagă în mod organic de istoria scrisului și, în general, de istoria cunoașterii înregistrate pe un suport. Punctele care marchează începutul bibliotecilor sunt tot atâtea descoperiri arheologice importante cum ar fi colecțiile de tablete de lut de la Nippur (colecții care slujeau preoților din temple) sau mai adânc în timp, colecțiile bibliotecilor private ale Chinei antice. Bibliotecile ca și necesitate nu pot fi atribuite unui spațiu de difuziune, acestea fiind expresia necesității umane de învățare și perpetuare a cunoașterii. În Asia un bun exemplu este Biblioteca universitară și monahică Nalanda, un centru de învățare budist din Bihar, India. Această bibliotecă a fost pierdută pentru umanitate, fiind mistuită de foc în 1139 odată cu invazia unei populații turk.
Bibliotecile s-au dezvoltat de-a lungul timpului în sfera privată, fiind de multe ori parte componentă a cabinetelor de curiozități. Persoanele influente sau cu stare au găsit mereu un refugiu de calm și cunoaștere în compania propriilor colecții pe care le sporeau și le gestionau. 
Modelul arhetipal al bibliotecilor actuale este cel al Marii Biblioteci din Alexandria - o colecție accesibilă publicului educat care să reflecte întreaga cunoaștere a umanității.

## Biblioteci în antichitate

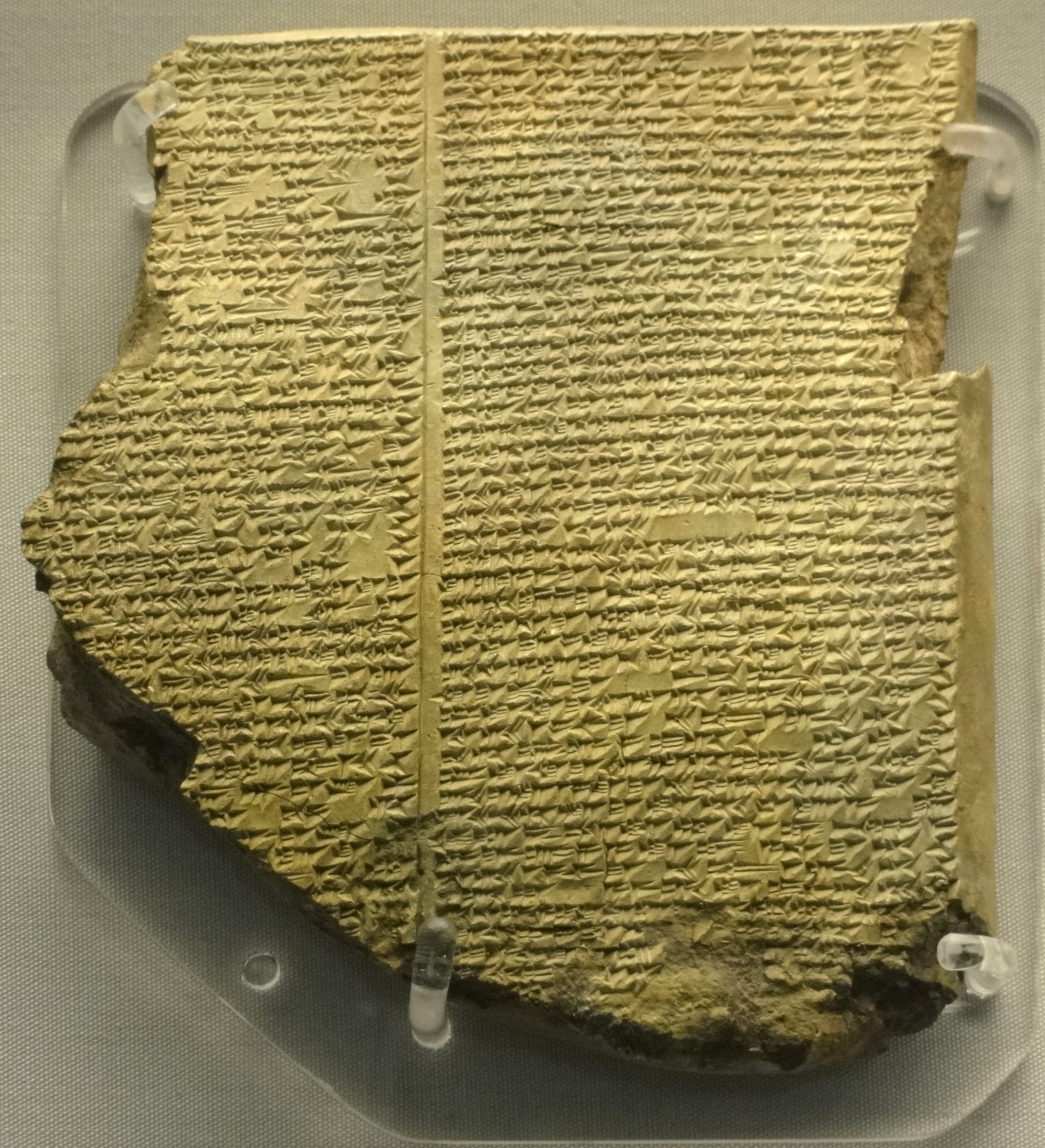
Tăbliță conținând o parte din Epopeea lui Ghilgameș (Tăblița 11 prezentând Potopul), acum parte din colecțiile de la British Museum

Biblioteca lui Assurbanipal (secolul VII î.Hr.) este o colecție de câteva mii de tăblițe de lut descoperită pe locul fostei cetăți Ninive, actualul Irak și este o mărturie a cunoașterii asiriene. Această descoperire a oferit literaturii un text de primă importanță: Epopeea lui Ghilgameș. 
Un model important care a influențat modelul bibliotecilor moderne este cel atenian al secolului V î.Hr, odată cu preocuparea de a educa oamenii liberi (Atena și Samos). Bibliotecile din Atena s-au dezvoltat în cadrul școlilor filosofice. 
Alexandru cel Mare fondează Alexandria în 331 î.Hr., moment în care planifică și construcția unei mari biblioteci. Dorința lui Alexandru a fost realizată mai târziu în 284 î.Hr. sub conducerea lui Ptolemeu I. 
Cea mai mare bibliotecă a antichității a fost Biblioteca din Alexandria, care s-a dezvoltat de-a lungul întregii dinastii Ptolemeice. Această bibliotecă a fost pierdută pentru umanitate. A fost considerată și un centru universitar în adevăratul sens al cuvântului, fiind considerată cel mai important punct de radiație științifică și artistică a vremii. În jurul anului 250 î.Hr. avea un număr aproximativ de 490000 de scroluri. Primul bibliotecar al Bibliotecii din Alexandria a fost Demetrius din Phaleron. În jurul anului 260 î.Hr., biblioteca alexandrină beneficia și de un catalog structurat pe zece domenii: poezie, dramaturgie, legi, filozofie, istorie, oratorie, medicină, matematică, științe naturale, diverse. Pe lângă catalog, mai exista un index alfabetic al autorilor în care fiecare înregistrare avea următoarele informații: nume, locul nașterii, numele tatălui, numele profesorilor, pseudonim și bibliografia.
Astăzi, Biblioteca din Alexandria este continuată de Biblioteca Alexandrina⁠(en)[traduceți] care și-a setat misiunea de a „readuce spiritul deschiderii și al cercetării” pe care l-a avut cea dintâi.
O altă bibliotecă considerată a fi a treia ca dimensiune a fost cea a lui Tiberius Julius Celsus Polemaeanus. Ruinele ei pot fi văzute astăzi în Efes, Turcia de astăzi.
În inima Imperiului Roman, Palatinul din perioada lui Augustus avea o bibliotecă care a fost pierdută focului în 64 d.H. Porticul Octaviei avea o bibliotecă, dar și Templul Păcii lui Vespasian avea o bibliotecă (191 d.H.). Chiar capitala imperială Constantinopole avea o bibliotecă care a pierit în flăcări și ea în 476.
Galenus ne spune că în perioada romană, focul și cutremurele erau cauzele comune ale distrugerii bibliotecilor.
Între 100 și 105 apare hârtia în China fiind acreditat Ts'ai Lun pentru acest nou suport. Acesta va revoluționa modul în care vor fi comunicate informațiile, fiind mediul predilect și astăzi pentru diseminare rapidă.

## Bibliotecile Evului Mediu
Odată cu scăderea în importanță a culturii romane, Europa intră într-o perioadă în care bibliotecile se dezvoltă cu precădere pe lângă centrele monahale ale creștinătății.
Ca și în perioada antică, necesitatea primară era legată de existența cunoașterii scrise și pentru a împlini cerințele de educație a preoților, în mânăstiri exista un „scriptoria” ca parte funcțională a unei adevărate biblioteci. În anul 529 d.Cr. Sfântul Benedict înființează ordinul cu același nume, care își conducea activitatea după un cod strict care specifica ca și îndatorire, printre altele citirea și copierea cărților. Cultura greco-latină s-a păstrat astfel în spațiile private ale mânăstirilor timp de jumătate de mileniu.
Biblioteca Patriarhului Fotius (secolul IX) este cea mai însemnată ca și dimensiuni pentru această perioadă.
În 1150 apare prima moară de hârtie în Spania.

## Bibliotecile Renașterii (1300 - 1500 d.Hr.)
Renașterea este o perioadă de regăsire a civilizației, o perioadă de recuperare a cunoașterii anticilor de la opere literare, descoperiri în științele exacte până la arte.
În perioada Renașterii se constituie și universitățile iar Universitatea din Paris apare și cu o bibliotecă (1253) constituită prin aportul lui Robert de Sorbon care și-a donat propria bibliotecă. Exista o colecție de referință care era înlănțuită de pupitre (liber catenatus) și o altă colecție destinată liberei circulații.
Biblioteca Apostolică a Vaticanului va fi oficial constituită în 1475 chiar dacă aceasta are rădăcini mult ai adânci în timp. Această bibliotecă este una dedicată cercetării în acest moment fiind și una dintre cele mai mari ale Europei prin bogăția colecțiilor. 
Biblioteca Escorial din Spania (1565) este un alt bun exemplu de reorganizare și căutare a cunoașterii. Regele Filip al II-lea a donat propria sa colecție ca nucleu și a pornit la un ambițios plan de înzestrare.  
În 1454, Johannes Gutenberg publică Biblia la 42 de rânduri, fiind considerat momentul debutului tiparului în Europa și a producției de masă a tipăriturilor.

## Bibliotecile în perioada Iluministă

### Austria
În 1575, Biblioteca Împăratului Maximilian al II-lea al Austriei avea o colecție de aproximativ 9000 de volume care vor fi organizate pentru prima dată de un bibliotecar șef - Hugo Blotius.

### Marea Britanie
British Library își are începuturile în colecțiile lui Sir Hans Sloane (1660–1753) donate British Museum care numărau 50.000 de documente, cărți, tipărituri și manuscrise. În 1973, când a luat ființă British Library, au fost reunite colecțiile British Museum, National Central Library și National Lending Library for Science and Technology. În 1997, colecțiile Regelui George al III-lea însumând peste 60.000 de volume, au fost și ele incorporate celor existente în clădirea din St Pancras.

### Spania

#### Biblioteca Universității din Salamanca
1254 poate fi considerat anul în care biblioteca universității a fost constituită sub protecția regelui Alfonso al X-lea „El Sabio”, dăruindu-i prima constituție - Carta Magna. Perioada de maximă dezvoltare a fost înregistrată între secolele al XV-lea și al VI-lea.